# Queen Elizabeth 2 (schip, 1969)
De RMS Queen Elizabeth 2, RMS: Royal Mail Steamer, ook wel alleen QE2 genoemd, was meer dan 30 jaar het vlaggenschip van de Cunard Line. De Queen Elizabeth 2 maakte zijn eerste reis in 1969 en was een van de laatste grote trans-Atlantische passagiersschepen. Met een lengte van 293,5 meter en een topsnelheid van 32,5 knopen is het ook een van de grootste en snelste passagiersschepen die er zijn.

## Geschiedenis
Op 30 december 1964 werd het contract getekend met scheepsbouwer John Brown Shipyard in Clydebank in Schotland. Daar werd met de bouw begonnen op 5 juli 1965. Na de tewaterlating op 20 september 1967 werd het schip gedoopt door koningin Elizabeth II. Op 19 november 1968 begon de Queen Elizabeth 2 aan de proefvaarten onder leiding van kapitein 'Bil' Warwick. Vanaf 26 november 1968 werden er proefvaarten gehouden in de Ierse Zee. Op 22 april 1969 werd een kleine maidentrip gemaakt naar Las Palmas de Gran Canaria.
Op 2 mei 1969 begon de officiële maidentrip naar New York. In 1975 werd de eerste cruise gemaakt rond de wereld. In mei 1982 werd de Queen Elizabeth 2 gevorderd voor troepentransport voor de Falklandoorlog. Op 12 mei 1982 zette het koers naar Zuid-Georgië met 3.000 manschappen aan boord.
Op 11 juni 1982 kwam het veilig terug in Southampton. In oktober 1986 werd in Duitsland begonnen met het vervangen van de stoomturbines door een dieselelektrische voortstuwing. In 1987 won de Queen Elizabeth 2 de prijs voor exportprestaties van de koningin. Op 7 augustus 1992 liep de Queen Elizabeth 2 op de rotsen bij Vineyard Sound, deze rotsen stonden niet op de zeekaart.
In december 1994 vond een uitgebreide herinrichting plaats. Op 11 september 1995 werd de Queen Elizabeth 2 in orkaan Luis op weg naar de Verenigde Staten geraakt door een golf van 29 meter. Op 2 januari 1996 tekende de Queen Elizabeth 2 de 4 miljoenste zeemijl op in het logboek. In 1996 ging na de verkoop van Trafalgar House aan Kvaerner het eigendom van Cunard Line ook naar deze Noorse maatschappij. In mei 1998 verkocht Kvaerner Cunard Line aan het Amerikaanse Carnival Corporation. Op 29 augustus 2002 tekende de Queen Elizabeth 2 de 5 miljoenste zeemijl op in het logboek.
Op 18 juni 2007 werd bekend dat de Queen Elizabeth 2 voor bijna 100 miljoen dollar werd verkocht aan Dubai World om aan een van de kunstmatig gemaakte eilanden voor de kust van Dubai te worden afgemeerd. Op 7 januari 2008 begon het aan de laatste wereldreis. Het schip voer op 11 november 2008 voor het laatst uit vanuit de thuishaven in Southampton. Na enkele grote, werken de verbouwingen, waarvan de laatste in 2018, doet het schip nu dienst als luxe hotel en museum dat de 39 jaar dienst van QE2 in kaart brengt. Het schip ligt permanent aan de kade van Port Rashid. De motoren werken niet meer en de reddingsboten zijn verwijderd. Het heeft 1000 hotelkamers. De kamers hebben donkerhouten lambrisering zoals in de jaren zestig, en sommige hebben nog de originele patrijspoorten.

## Faciliteiten
Aan boord van dit passagiersschip bevinden zich onder andere de volgende faciliteiten.
- 5 restaurants en 2 eetcafés
- 3 zwembaden, tot de ombouw in 1994 waren dat er 4
- nachtclub en verschillende bars
- bioscoop met 481 zitplaatsen
- casino
- winkelcentrum en een filiaal van Harrods
- fitnessclub
- schoonheidssalon
- bibliotheek
- ziekenhuis

## Trivia
- Mike Oldfield noemde zijn in 1980 uitgebrachte album QE2 naar de Queen Elizabeth 2.
- In 1993 werd op de Queen Elizabeth 2 een aflevering van de serie Keeping Up Appearances opgenomen.
- Friedensreich Hundertwasser overleed in 2000 op 71-jarige leeftijd aan de gevolgen van een hartaanval aan boord van de Queen Elizabeth 2 in de Stille Oceaan ter hoogte van Nieuw-Zeeland.